# 炒翻天
《炒翻天》(鉄鍋のジャン!，てつなべのジャン)是1995年到2000年在日本漫畫雜誌《週刊少年Champion》連載的料理漫畫。作者是西条真二，おやまけいこ擔任監修。秋田書店出版27集的單行本，台灣則是由長鴻出版社代理發行中文版。2006年，接續炒翻天劇情的續篇，《鐵鍋料理王R 頂極作戰》（鉄鍋のジャン!R頂上作戦）連載開始，中文譯名因為是由台灣東販取得中文版授權，而非長鴻出版社，所以「炒翻天」此一譯名不能沿用，遂改為《鐵鍋料理王R頂極作戰》。

## 劇情大綱

### 炒翻天
以「料理是勝負」為信念、「中國菜霸王」秋山階一郎的孫子秋山醬在祖父過世後，遵照其遺願到五番町飯店去見習，目的是想要挑戰有「中華大帝」之稱的五番町睦十，他在那裏與睦十的孫女、秉持「料理是心」的五番町霧子相遇，兩人因為南轅北轍的信念結下樑子，並力圖打倒對方。在料理大賽中，兩人一路過關，和擅長西式擺盤的廚師沙里斯楊展開對決，秋山在第一回合展現了技巧高超的刀削麵，卻因缺乏創新而落敗，遂於第二回合以鴿血製作甜點，雖和霧子戰成平手，但對秋山懷恨在心的評審大谷日堂讓霧子贏得勝利。得到第三名的沙里斯·楊為了見習，也進入五番町飯店。
從中國進修歸來的廚師蟇目檀回到五番町飯店，他二度與秋山醬展開對決，在落敗後試圖招募他成為自己擔任料理長的餐館「蜃氣樓」的廚師，但他未能如願，甚至丟了料理長的職位。在蜃氣樓開幕記者會時，秋山男扮女裝去砸場子，導致他與蜃氣樓新任料理長五行壞展開五回合的對決。兩人在前四回合勢均力敵，但行壞在決賽中把比賽主辦人的寵物狗做成料理，導致主辦人大發雷霆，比賽不了了之。自稱天才的富少湯水優出於自己的興趣向秋山發起挑戰，在他連續三次敗給秋山後，秋山發現湯水的管家刈衣技高一籌，轉而向她挑戰。秉持「料理是科學」的刈衣運用飲食時的生理反應使秋山吃了一敗，但卻在蒸魚對決中落敗，兩人戰成平手。
秋山、霧子和楊受邀參加電視節目錄影，抵達後才發現節目是大谷設下的陷阱，大谷派出精通鴨料理的裘林諾·本鄉與三人比試，但大谷卻完全無法看透三人的料理。在第二屆的中華料理新人王選拔中，秋山等人對上陸氏一族及統帥中華料理界的「百蘭王」繼承者黃蘭青，秋山、霧子和黃蘭青進入決賽。在以鴕鳥料理為題的決賽中，霧子和黃蘭青都獲得了優異的成績，而秋山讓蒼蠅在鴕鳥肉中產下蛆，做出頂級的鴕鳥料理，卻也惹得評審勃然大怒，再加上鴕鳥奔逃，場面失控，比賽無疾而終。
睦十答應了秋山的挑戰，並要黃蘭青、霧子一同競賽，但睦十為了準備比賽要用的醬料而過度操勞，在開賽前倒下並逝世。五番町飯店將他和畢生宿敵階一郎葬在一起，讓兩人得以在另一個世界一決高下。之後，秋山隨祖母回中國，而霧子為了不落於他，也前往中國修行。三年過後，兩人回到日本。

### 鐵鍋料理王R頂級作戰
秋山和霧子回到日本後半年，秋山失去消息。大谷日堂為了鞏固自己地位，在國際餐飲集團巴特里的贊助下舉辦BIG大谷盃，負傷的秋山以假名混入比賽，目的是為了打倒邀自己入夥不成、反而重傷自己的巴特里社長艾麗莎，透過直播看到秋山的霧子等人也到達會場。秋山、巴特里旗下品牌十三龍的廚師布魯·梅納爾和大谷日堂的養女大谷水月打入前三強，以澳洲牛肉料理為題拚高下。雖然三人取得同分，但佐藤田十三直接指定秋山為勝者，並與他以秋山階一郎的筆記本為賭注比賽。兩人二度交戰，雖然不分勝負，佐藤田卻無力再比，比賽就此告終。
湯水優為了振興湯水集團，打算攏絡秋山作為旗下廚師，他派出流、蟇目和行壞到五番町飯店，用回鍋肉與他分勝負，秋山端出的駝峰回鍋肉技壓全場，卻被霧子要求再比一場。他們最後以魚翅為題，並用一人份一千日元為限制決勝，秋山不惜使雙手燙傷，做出了符合題旨的一湯匙料理，落敗的三人依約進入五番町飯店當學徒。

## 登場人物

### 主要角色
在漫畫中設定為座落於東京銀座的日本第一流中華料理餐廳，也是秋山醬工作的地方。
秋山醬(あきやま じゃん)
男主角，16歲。為有「中國菜霸王」之稱的廚師－秋山階一郎的孫子，祖母是位中國人，至少有四分之一的中國血統。父親秋山爆與母親〈姓名不詳〉皆在秋山醬幼年就過世，自小由祖父扶養長大，並接受祖父階一郎近乎虐待式的料理教育，其主要信念「料理就是勝負」也是承繼自祖父。在祖父過世後，遵照其遺願到五番町飯店去見習，目的是想要挑戰五番町睦十。
醬的年紀雖輕，但是擁有許多老手也望塵莫及的精湛廚藝與知識，受以前教育的影響，而養成傲慢、愛逞強、言詞尖酸、孤僻的個性。發言常看似過於誇大，但實則不是吹牛，往往後來都實際的做到；其尖酸的言詞往往招致周遭觀眾的憤怒，使自己處於不利的狀態，甚至讓他失去勝利的機會。其言詞充滿攻擊性，但實際上卻不是一個常使用肢體暴力的人，霧子與他時常發生爭執甚至是出手打他，但是一次都沒有回手。（劇情中在他製作料理時靠近會被他攻擊，在料理競賽以外，只有在第一回大會上，因大谷日堂故意不給分毆打他，與在蟇目對決時，兩手骨折而要訓練小此木代為出戰時，對小此木作嚴格的訓練。）
另外，秋山對於手藝不精的同伴小此木隆男，會親自指導他料理；在霧子落水後，會替她準備預防感冒的料理，都是劇情中秋山少數善意的表達；在調味料對決中，他為主持人挺身擋下爆炸的辣油，都證明他不是一個徹頭徹尾的惡人，而是為了貫徹「料理就是勝負」，所以不顧及旁人眼光。在劇情序盤中，受命製作大量料理，但卻因為自小與祖父一同生活，不諳要訣導致完全失敗而痛哭，也是劇情中秋山醬少數示弱的一面。
醬曾經在料理競賽中為了取勝做出下列行為：
- 使用數種無毒的菇類，依特定比例混合而能讓食用者讓產生幻覺。
- 讓評審的味覺疲勞，使對手本來美味的料理，變得調味過頭。
- 破壞瓦斯管線，讓自己獨占所有的火力，並且在他完成自己的菜後，過大的火力引發撒水器，破壞其他廚師的菜。
- 運用無菌蒼蠅在鴕鳥肉上產下蛆，成為使肉產生味道濃厚的脂肪，增添美味。

秋山醬對於勝利相當執著，甚至甘冒生命危險，所以他會不擇手段，可以拋下一切道德束縛，用盡各種方法取勝，加上他所展現的態度，使週遭的人、觀眾，甚至是評審都對他有相當負面的印象。但由於他烹飪過程都有如表演一般，運用各種令人驚奇或吊人胃口的方式在烹飪，反倒造成他是最常吸引觀眾的目光一人，不過他的料理手法其實也是故意吸引目光而為，實際上他亦可以用相當正統的方式作菜。就如其他的料理漫畫一般，他的烹飪出的料理都是非常美味，但結果卻不像大多數的料理漫畫是主角為常勝者，可能是由於主角的反派個性，造成作者經常讓他在最關鍵比賽中因故輸掉。
秋山醬外型矮小精瘦，進入五番町飯店後，便剃了個光頭，背後有多道受祖父鞭打所遺留的疤痕，但由於自尊心強，所以盡力掩飾，知道的人不多，此外扮成女妝時，意外地美麗。到了R之後，秋山醬外型並無重大改變，只有身高長高且留了頭髮，但是背後的傷口似乎消失，前胸多了因為貨車撞擊所造成的傷口。
五番町霧子（ごばんちょう きりこ）
被視為五番町飯店的未來繼承人，16歲，祖父為餐廳創始者五番町睦十，叔叔為料理長五番町彌一，也是本作女主角，母親依然健在，父親的狀況不明。從13歲就開始進行料理訓練，目前在五番町飯店中見習，擔任管理職務及前菜製作，一邊工作一邊修行，為將來繼承五番町飯店作準備。擁有不輸給男性的本事、脾氣與超越同齡層廚師的超凡手藝。她的信念是「料理就是心」，就是用心來準備每個人都能接受的美味食物，與只為求勝的秋山醬正好相反，所以兩人時常產生衝突，但是心理認同秋山醬的努力，會暗地關心秋山醬，也是少數知道醬背後有傷疤的人。
小此木隆男（小此木 タカオ，おこのぎ たかお）
在五番町飯店見習的少年廚師，16歲。與醬、霧子一同見習，但是手藝卻非常的差勁，又不知該如何學習，只能靠醬偶爾教他中華料理的技巧而慢慢進步。在劇情序盤，秋山醬遭遇大量料理失敗時，是唯一親自關心醬的人，所以也變成醬少數的朋友之一，兩人常結伴做事，是少數知道醬背後有傷疤的人。在與醬一同大鬧大鬧「蜃氣樓」記者會時，曾扮成女性此外扮成女妝時，意外得美麗。
在第二回大會中參賽，憑著極其出色的運氣晉級十六強，最終不敵陸氏一族的陸麗花出局。
第一部完結篇時已能獨當一面，取代望月升為掌廚之一。在R時手藝也保持不錯，獨自做出的料理也獲得秋山的讚賞。
沙理絲楊（セレーヌ 楊，せれーぬ やん）
神戶中華料理店「席古拉」餐廳的廚師，17歲。父親是香港人，母親是法國人。信念為「料理是豐盛」，擅長「新小盤裝」，常常將西式料理手法應用於中華料理上，也擅長將中華料理用融自西式擺盤的小盤裝來呈現。
在第一回大會後，彌一為了讓飯店眾人學習楊的新式擺盤，楊也為了學習她所缺乏的傳統料理方式，所以到五番町飯店工作至第一部完結。
第一回大會中，楊在預賽陸續打敗阿武隅源次、荀智秀，後來在決賽和醬、霧子分別對決麵料理、點心料理，最後獲得第三名。在第二回大會，則是在八強賽的調味料對決中，雖然以玉米醬搭配鰹魚拿到92分高分，但仍不敵黃蘭青的極辣辣油的滿分。
大谷日堂（おおたに にちどう）
料理評論家，品格低劣但味覺一流，有「神之舌」的稱號。因為在五番町飯店用餐時，遭受秋山醬羞辱，此後對秋山醬恨之入骨，想盡辦法要讓他離開料理界。曾多次找人與秋山醬對決，在料理對決時出盡難題，擔任評審時刻意不給予秋山醬公平的分數。除了陷害秋山醬之外，大谷的另一項目標便是稱霸日本的料理界。

### 主角的家人
五番町睦十（ごばんちょう むつじゅう）
霧子的祖父，五番町飯店的創始者兼老闆，75歲，有「中華大帝」之稱。與秋山醬的祖父－秋山階一郎是一同修行的夥伴，也是終生的對手。拿手絕技是「熱氣圈」，拿手名菜是「五香春捲」。目前已經退出第一線的廚房工作，專心於經營，但是依舊維持強健的身材。
第一部完結時因心臟病發而過世。過世前製作最強的XO醬「睦十X」讓秋山醬、五番町霧子、黃蘭青都自認不是對手。
秋山階一郎（あきやま かいいちろう）
秋山醬的祖父，有「中國菜霸王」之稱。以「料理就是魔法」為信念，此信念也被孫子秋山醬所吸收轉化。同僚都稱他為「鬼」，動輒對人拳打腳踢；退休後到群馬縣的山中隱居，對秋山醬作嚴格的料理訓練，後來罹患癌症，發覺自己的味覺退化，假意叫秋山醬下山拿藥時引火自焚身亡，遺書中交代秋山醬到五番町飯店工作。在故事中是以回憶的形式登場。
桃明輝（とう みんき）
秋山階一郎的妻子，秋山醬的祖母。在中國擁有數間飯店，蟇目與五行在敗給醬後也到她所擁有的店中修行。年輕時是中國馬賊的頭目，在番外篇中與孩提時代的大谷日堂有過過節。
五番町彌一（五番町 弥一，ごばんちょう やいち）
霧子的叔叔，五番町飯店的總料理長，45歲。料理的技術與知識一流。大多擔任劇情中料理的解說者，五番町品評會時擔任評審。

### 主角的對手
尾藤流治〈尾藤 リュウジ，びとう りゅうじ〉
綽號「XO醬的流」，是一位流浪廚師，到處去各地餐館挑戰料理，賺取賭金維生；料理手藝並不出色，但是靠著XO醬還是打遍天下。被大谷日堂推薦到五番町飯店要取代秋山醬，而與秋山醬對決。
蟇目檀（ひきめ だん）
本來在五番町飯店擔任掌廚，後來五番町飯店資助他去中國進修，學習了五萬多種的菜目，但從一個嚴格卻善良的青年，變成一個冷酷、傲慢的人；認為「料理是才能」，有才能才可以做出好料理，企圖想抹滅努力的價值，但實際上他的手上都充滿拿鍋與菜刀所產生的繭，並且有一再疲勞性骨折的痕跡。
回國後被大谷日堂挖角到「蜃氣樓」當料理長，還到各處中華料理店踢館，與秋山醬對決後，有意把秋山挖角到蜃氣樓合作。因此被大谷日堂開除，之後就到中國桃明輝的店去做修行。
五行道士（ごぎょう どうし）
本名伍行壞（ご ぎょうかい），不是一個真正的料理人，而是利用食物來摧毀人體的「密食醫」。為大谷日堂聘自香港，擔任蜃氣樓料理長。在後來的電視節目「夏日料理大賽」中，與秋山醬進行五回合的料理競技。雖然一開始處於優勢，但從第三場比賽開始因為秋山的不斷挑釁心浮氣躁導致失敗。最終於第五回合，他殺死了「蜃氣樓」女社長荒俣養的狗，並將其製成料理做出了讓社長本人吃下的惡行，被秋山後揭發真相事跡敗露，破壞大會會場逃逸無蹤。而後到桃明輝的店去做修行。認為「料理是成佛」，以操縱陰陽之氣來料理。
湯水優（湯水 スグル，ゆみず すぐる）
16歲，國中畢業後沒有讀高中，直接甄試成為大學生。自稱是無所不能的天才，擁有各種餐廳執照。年幼時與父母搭乘飛機發生事故，只有自己與管家刈井花梨倖存並且獲救，他也因此年紀輕輕就成為湯水集團的總帥。到處找廚師挑戰，已經擊敗99位廚師，因仰慕醬，所以要擊敗秋山讓他成為第100位廚師。以「料理是變化自如」為信念，能因應各種突發狀況，把製作到中途的料理做成另外一道菜。
參加第二回料理大賽，十六強擊敗河原裕司，在八強以一分之差不敵查沙比‧本鄉落敗。
刈井花梨（かりい かりん）
是湯水家的管家。湯水優的智囊、戀人。烹飪的信念是「科學」，雖然對各種烹飪手法與技術都非常外行，但精通營養學、化學、物理學、人體生理學，加上各式先進的料理機器，仍然能製作出美味的料理。因為14歲時遭遇空難，導致左眼受傷，所以現在無時無刻不戴太陽眼鏡；是唯一贏過秋山醬的料理外行人。

#### 料理大賽
澤田圭（沢田 圭，さわだ けい）
在六本木「崑崙」任職的廚師；堅信「料理是火焰」，擅用火燄來製作料理，是位擁有飄逸長髮，受女性歡迎的廚師。
在第一回大會的預賽對上醬，在牛肉料理對決中做出鐵板燒，但輸給醬的太極鍋粑。在第二回大會的十六強賽對上霧子，餃子對決中以74分敗給霧子的93分。被評為只在乎料理手法及料理外形，而忽略料理味道的改進。
荀智秀（じゅん ともひで）
在擁有400年悠久歷史橫濱「東洋樓」內工作的少年廚師兼繼承人，16歲。是位體型肥胖的華僑，擅長食材雕刻，信念是「料理是傳統」。
在第一回大會複賽上敗給了楊，決定除了傳統以外還要學習新的東西。但在第二回大會的十六強賽還是輸給了陸家的陸顏王。
河原裕司（かわはら ゆうじ）
秋田料理學院校長的兒子，也是該校學生。對料理的態度為「料理為高科技」，以科學分析的態度與各種先進的現代設備來烹飪，尤其是以「真空調理機」來製作料理，所以有的步驟皆由機器處理且鄙視傳統處理手法的廚師，所以也是一位被觀眾討厭的廚師。
第一回大會複賽與秋山對決落敗。第二回大回則是在十六強賽輸給湯水優。
大前孝太（おおまえ こうた）
濱松的中國餐館「麒麟飯店」的廚師，是非常尊敬父親且熱心吸收料理新知的優良青年，深受顧客的支持。
第一回大會決賽與秋山對決蓮藕料理，醬用蓮藕甜湯使評審味覺疲勞，導致評審對他的料理無法下嚥而落敗。第二回大會初賽因錯拿小此木隆男的炒飯而出局。
裘林諾‧本鄉（ジュリアーノ本郷，ジュリアーノほんごう）
在大谷日堂策劃的第二屆大會宣傳電視節目中，與醬、霧子、楊對決的法國廚師。本身並沒有任何中國菜知識。
查沙比‧本鄉（ザザビー 本郷，ザザビーほんごう）
與裘林諾‧本鄉為雙胞胎兄弟。認為料理是「世界性的」，其將世界各地的料理手法融入中華料理中。
第二回大會中登場，擊敗湯水優晉級四強，在準決賽以火雞鯊魚肝臘腸取得92分的高分，但仍不敵霧子（100分）、秋山醬（95分）和黃蘭青（95分）出局，排名第四。
大谷水月（おおたに みずき）
「極東中華廚房」的女性料理人，16歲。為大谷日堂的遠親，在雙親身亡後，被大谷日堂收養。口頭禪是「料理就是力量」，腕力驚人。（R登場）
參加大‧大谷日堂杯時，穿著女僕裝、護士服、學生泳衣等角色扮演服飾色誘評審，晉級決賽並取得100分滿分成績，和秋山醬及十三龍的布魯‧板納爾同分。但在十三龍負責人佐藤田十三評分下指秋山醬在料理的氣勢有差別而承認落敗。

#### 陸氏一族
以百蘭王為首，統領亞洲中華料理店的一族，但多年前進軍日本失敗；目前內部為選出下一代百蘭王產生分歧，遂將候選者派去參加第二屆中華料理人選拔大賽，勝者可繼承百蘭王，且當作進軍日本的第一步。
百蘭王（パイランワン）
代代相承，執亞洲中華料理店牛耳的地下王者稱號。現任百蘭王曾經想將階一郎、睦十收為手下，將版圖擴張到日本，兩人不從進而舉行包餃子比賽，兩人聯手才只能與百蘭王打平，得到獲釋。目前百蘭王已經身老力衰，要找繼承人。
黄蘭青（こう らんせい）
現任百蘭王的孫子，也是百蘭王囑意的繼承人。自小進行嚴格的料理訓練，全身上下都佈滿傷口；表面上說自己的料理信念是「料理是制敵機先」，能在看到材料的情況下，就能準確預測出對手的成品，但其實他最大的武器是「口感」。對於繼承百蘭王並沒有興趣，真正的目標是想要成「世界第一代的黄蘭青」。
陸顏王（りく がんおう）
百蘭王候選人之一，來自香港。身形高大，八強不敵秋山「可以飲的竦油」而落敗。
陸麗花（りく れいか）
百蘭王候選人之一，來自台灣。料理信念是「傾向與對策」，藉由完整調查對手的資料，預測對手料理的傾向，最後再擬定對策。八強不敵霧子出局。
陸延雀（りく えんじゃく）
百蘭王候選人之一，來自上海，是候選者中實力最差的一個。十六強時曾使出百蘭王的包餃子手法，但被秋山醬以改良版手法嚇倒，從而料理出現失誤並落敗。

#### 十三龍 （R登場）
艾麗莎‧巴特里 (エリザ・バートリー)
經營「十三龍」巴特里餐飲集團的社長，在國際擁有超過200間分店，服裝奇特的少女。曾用自動駕駛貨車把秋山醬撞成重傷並奪走秋山筆記本。
原本極端不重視飲食，被佐藤田十三照顧後才因變得喜歡飲食而變得鍵康。在佐藤田十三想離開時在物理出盡辦法不讓他走但無果。
得知佐藤田十三因管家工作而失去作為廚師的體力後非常後悔，決定讓他重新當廚師。
佐藤田 十三（さとうだ じゅうぞう）
輔助艾麗莎的管家，十三龍的負責人，被稱為「廚房的魔法師」。
在大‧大谷日堂杯結束後即場和秋山醬比試，在兩度平手後失去力量再做料理，若再加賽就必定敗北，但霧子突然介入把重傷的秋山醬打暈並揭露其傷勢，最終比賽以平手作結。
布魯‧板納爾 (ブルー・メナール)
任職於十三龍洛杉磯分店，身為男人但穿著女僕裝，十三龍各分店料理人中實力最強。對十三龍負責人佐藤田十三有好感。
參加大‧大谷日堂杯時，晉級決賽並取得100分滿分成績，和秋山醬及大谷水月同分。但在佐藤田十三評分下指秋山醬在料理的氣勢有差別而承認落敗。